# (9397) Lombardi
(9397) Lombardi – planetoida z pasa głównego asteroid okrążająca Słońce w ciągu 4 lat i 1 dnia w średniej odległości 2,52 j.a. Została odkryta 6 września 1994 roku w Osservatorio Astrometrico Santa Lucia Stroncone. Przed nadaniem nazwy planetoida nosiła oznaczenie tymczasowe (9397) 1994 RJ.